# 居民健康卡

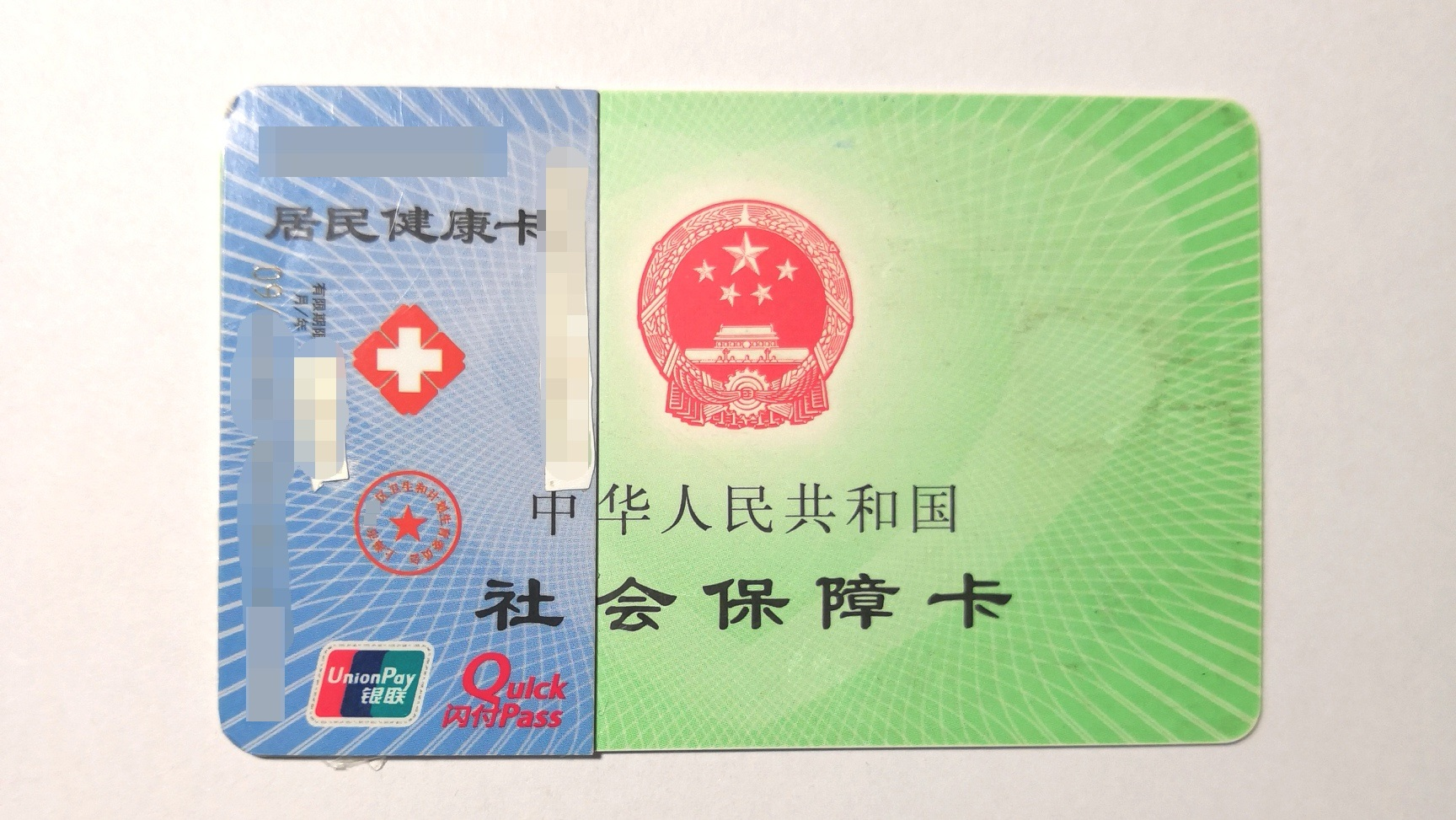
一张由上海市某区卫生和计划生育委员会与该区建行支行联合签发的国家居民健康卡（蓝色部分）

居民健康卡是由中华人民共和国卫生部制定的标准统一、全国通用的医疗信息卡。该卡存储居民电子健康档案和病历，用于居民身份识别、实现跨区域跨机构就医数据交换和费用结算，方便居民获得便捷优质的医疗卫生服务，促进实现人人享有基本医疗卫生服务。